# Daniel Löble
Daniel "Dani" Löble (ur. 22 lutego 1973 w Zurychu w Szwajcarii), niemiecki perkusista, który od 2005 roku gra w powermetalowym zespole Helloween. Swoją karierę rozpoczynał w zespole Rawhead Rexx. Grał także wspólnie z Blazem Bayleyem podczas trasy koncertowej jego zespołu. Wspólnie z Helloween nagrał cztery albumy studyjne oraz jeden koncertowy.
Zapytany o styl gry powiedział "Prezentuję swój własny styl, który jest połączeniem stylu Schwichtenberga i Kuscha. Nie gram tak bezpośrednio jak Ingo ani tak technicznie jak Uli. Mam swój własny styl".

## Dyskografia
z Helloween
- Keeper of the Seven Keys - The Legacy (2005)
- Live In Sao Paulo (2007)
- Gambling with the Devil (2007)
- 7 Sinners (2010)
- Straight Out Of Hell (2013)
- My God-Given Right (2015)